# Prinzenpalais (Oldenburg)

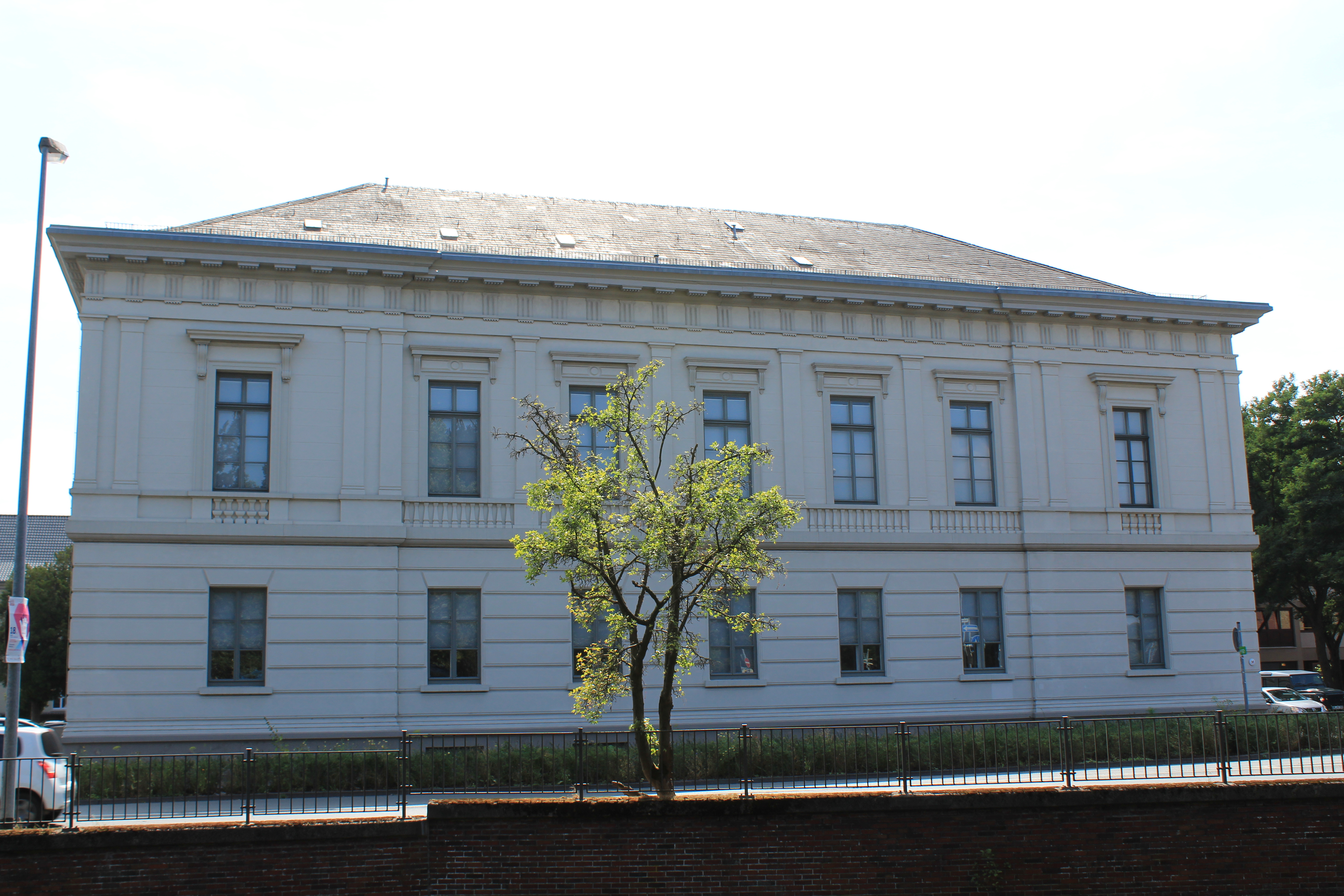
Fassade des Prinzenpalais

Das Prinzenpalais ist ein Ausstellungsgebäude des Landesmuseums für Kunst und Kulturgeschichte Oldenburg. Das ursprünglich als Wohnsitz für die Enkel des oldenburgischen Herzogs Peter Friedrich Ludwig (1755–1829) erbaute Gebäude beherbergt heute die Galerie Neue Meister.

## Das Gebäude

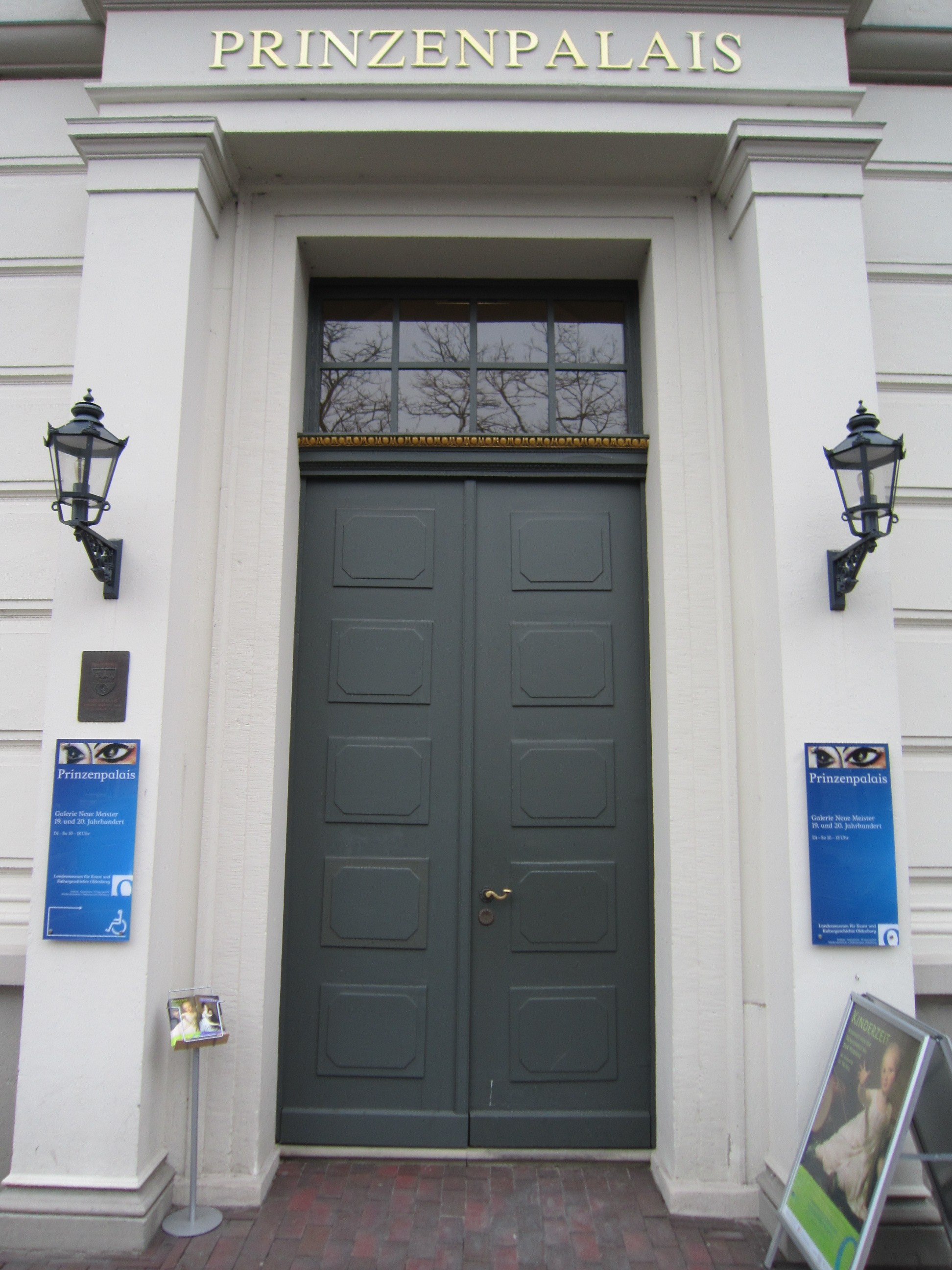
Haupteingang

Im Juni 1821 gab Herzog Peter Friedrich Ludwig den Bau eines standesgemäßen Wohnsitzes für seine verwaisten Enkel, die russischen Prinzen Alexander (1810–1829) und Peter (1812–1881), in Auftrag. Unter der Leitung des Hofbaumeisters Heinrich Carl Slevogt (1787–1832), ein Schüler Karl Friedrich Schinkels, entstand gegenüber dem Oldenburger Schloss zwischen 1821 und 1826 ein zweigeschossiger klassizistischer Bau. Nur drei Jahre lang bewohnten die Prinzen das Palais. Nach dem Tod des Großvaters und des Bruders im Jahr 1829 verließ Prinz Peter Oldenburg und kehrte nach St. Petersburg zurück.
Im Jahr 1852 übernahm Großherzog Nikolaus Friedrich Peter (1827–1900) im Zuge seines Regierungsantritts das Gebäude und ließ es 1860/62 um einen Gebäudeflügel mit Festsaal durch den Architekten Carl Boos (1806–1883) erweitern. 1865–67 erfolgten weitere Umbauten durch den Architekten Heinrich Strack (1805–1880). Die nun dreiflügelige Anlage bewohnte der Großherzog bis zu seinem Tode im Jahr 1900. An der Rückseite, vom Damm nicht einsehbar, befand sich ein, vermutlich vom Hofgärtner Julius Friedrich Wilhelm Bosse (1788–1864), angelegter Palaisgarten im Stile eines englischen Landschaftsgartens. Geschwungene Wege und immergrüne Gehölze luden während der in Oldenburg verbrachten Wintermonate zu Spaziergängen ein. Die Innenräume waren im historisierenden Stil ausgestattet und entsprachen der fürstlichen Lebensart der Zeit.
In den folgenden Jahrzehnten erfuhr das Gebäude unterschiedliche Nutzungen. Von 1914 bis 1919 diente es den Verletzten des Ersten Weltkrieges als Lazarett, im Anschluss war hier eine Schule, das heutige Alte Gymnasium, untergebracht. Nachdem das Palais im Zweiten Weltkrieg verschiedene Jugendorganisationen beherbergte, zog von 1946 bis 1959 die Graf-Anton-Günther-Schule ein. Ab 1961 diente das Gebäude dem Katasteramt 40 Jahre lang als Behördensitz.
Die Zwischennutzungen als Lazarett, Schulgebäude und Behördensitz hatten eine Vielzahl von Ein- und Umbauten zur Folge. Anhand von historischen Plänen und Fotografien des Hoffotografen Franz Titzenthalers aus dem Jahr 1890/91 wurde das Prinzenpalais umfangreich renoviert und die ursprüngliche Raumfolge wiederhergestellt.

## Die Galerie Neue Meister
Seit 2003 ist das ehemalige Prinzenpalais als Museum für die Öffentlichkeit zugänglich. Als Teil des Landesmuseums für Kunst und Kulturgeschichte Oldenburg präsentiert es die Kunst des 19. und 20. Jahrhunderts sowie wechselnde Sonderausstellungen. Auf zwei Geschossen wird die Entwicklung der bildenden Kunst in Deutschland von der Romantik bis zur deutschen Kunst der Nachkriegszeit anschaulich gemacht.
Zu den Schwerpunkten der Sammlung zählen die Werke der Künstlerkolonie Worpswede mit Gemälden aller Gründungsmitglieder sowie bedeutende Werke von Paula Modersohn-Becker.
Von den deutschen Impressionisten sind Max Liebermann, Max Slevogt und Lovis Corinth mit exzellenten Werken in der Sammlung vertreten. Von Max Beckmann zeigt die Galerie Neue Meister eine frühe Landschaft auf Wangerooge.
Höhepunkt der Sammlung ist der Raum mit Werken der Brücke-Künstler Karl Schmidt-Rottluff und Erich Heckel aus der Zeit ihrer Aufenthalte in Dangast. Ebenso zu sehen sind Werke der Expressionisten und Brücke-Mitglieder Ernst Ludwig Kirchner, Emil Nolde, Max Pechstein und Otto Mueller. Darüber hinaus beherbergt das Prinzenpalais die bedeutendste öffentliche Sammlung des Dangaster Malers Franz Radziwill in Deutschland.
Die Kunst nach 1945 ist unter anderem vertreten durch Arbeiten von Ernst Wilhelm Nay, Wolf Vostell und Richard Oelze, während Werke von Bernhard Heisig, Walter Libuda und Volker Stelzmann die Kunst der DDR in den 1980er Jahren repräsentieren.